# Marathon van Frankfurt 2004

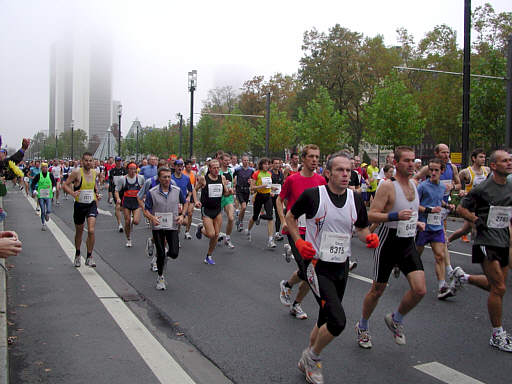
Frankfurt Marathon 2004 op kilometer 1

De marathon van Frankfurt 2004 werd gelopen op zondag 31 oktober 2004. Het was de 23e editie van de marathon van Frankfurt. De Keniaan Boaz Kimaiyo kwam als eerste over de streep in 2:09.10. De Russische Alesya Nurgalyeva won bij de vrouwen in 2:29.48.
In totaal schreven 10.101 lopers zich in voor de wedstrijd waarvan er 8295 finishten.

## Uitslagen

### Mannen
| rang   | naam              | land | tijd    |
| ------ | ----------------- | ---- | ------- |
| Goud   | Boaz Kimaiyo      | KEN  | 2:09.10 |
| Zilver | Luke Kibet        | KEN  | 2:11.28 |
| Brons  | Benjamin Rotich   | KEN  | 2:11.45 |
| 4      | John Rono         | KEN  | 2:13.00 |
| 5      | Fred Mogaka       | KEN  | 2:14.30 |
| 6      | Dmitri Baranovski | UKR  | 2:15.04 |
| 7      | Eric Kiptoon      | KEN  | 2:15.05 |
| 8      | Francis Kiprop    | KEN  | 2:15.13 |
| 9      | Ondoro Osoro      | KEN  | 2:15.59 |
| 10     | Sergey Lukin      | RUS  | 2:16.25 |
| 11     | Antonio Sousa     | POR  | 2:16.55 |
| 12     | Carsten Eich      | GER  | 2:17.00 |
| 13     | Yijo Pesonen      | FIN  | 2:17.41 |
| 14     | Onesma Ludago     | TAN  | 2:19.21 |
| 15     | Willi Mwenze      | CGO  | 2:22.04 |

### Vrouwen
| rang   | naam                | land | tijd    |
| ------ | ------------------- | ---- | ------- |
| Goud   | Alesya Nurgalyeva   | RUS  | 2:29.48 |
| Zilver | Elena Nurgalyeva    | RUS  | 2:29.49 |
| Brons  | Joelia Vinokoerova  | RUS  | 2:32.29 |
| 4      | Gladys Asiba        | KEN  | 2:35.16 |
| 5      | Maija Oravamaki     | FIN  | 2:39.37 |
| 6      | Marianne Brülisauer | SUI  | 2:54.58 |
| 7      | Maija Heller        | GER  | 2:55.59 |
| 8      | Christiane Brede    | GER  | 2:57.26 |
| 9      | Birgit Bartels      | GER  | 2:58.25 |
| 10     | Kaisa Salminen      | FIN  | 2:58.37 |

1981 ·
1982 ·
1983 ·
1984 ·
1985 ·
1986 ·
1987 ·
1988 ·
1989 ·
1990 ·
1991 ·
1992 ·
1993 ·
1994 ·
1995 ·
1996 ·
1997 ·
1998 ·
1999 ·
2000 ·
2001 ·
2002 ·
2003 ·
2004 ·
2005 ·
2006 ·
2007 ·
2008 ·
2009 ·
2010 ·
2011 · 
2012 · 
2013 · 
2014 · 
2015 · 
2016 · 
2017